# Јозо Крижановић
Јозо Крижановић (Витез, 28. јул 1944 – Загреб, 2. децембар 2009) био је хрватски политичар из Босне и Херцеговине који је служио као хрватски члан Председништва Босне и Херцеговине од 7. марта 2001. до 5. октобра 2002. године и као председавајући председништва од 14. јуна 2001. до 14. фебруара 2002. године. Био је члан Социјалдемократске партије Босне и Херцеговине.